# Galion (Dominika)
Galion – wieś w południowej Dominice, w parafii św. Marka.